# Пено, Альфонс
Шарль Альфо́нс Пено́ (фр. Charles Alphonse Pénaud; 31 мая 1850 года — 22 октября 1880 года) — французский изобретатель и исследователь, пионер авиации. Проводил опыты с моделями летательных аппаратов тяжелее воздуха. Разработал методы обеспечения устойчивости самолёта в полёте. В 1876 году совместно с П. Гошо разработал проект самолёта-амфибии, с закрытой кабиной, работающей обшивкой крыла, убираемым шасси, винтами изменяемого шага. Автор научных публикаций по вопросам авиации и воздухоплавания.

## Биография

### Детство и юность
Альфонс Пено родился в Париже в семье вице-адмирала военно-морского флота Франции. Брат А. Пено также служил морским офицером. Полученная в детстве травма бедра не позволила А. Пено поступить в Военно-Морскую Академию (по другим данным он всё же поступил в Военно-Морскую Академию, однако не смог её закончить из-за указанной травмы).

### Опыты с моделями летательных аппаратов

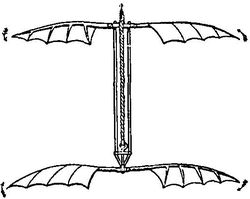
Модель вертолёта, изготовленная А. Пено

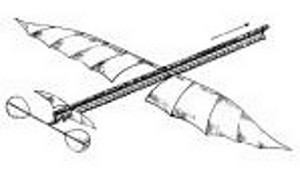
«Планофор»

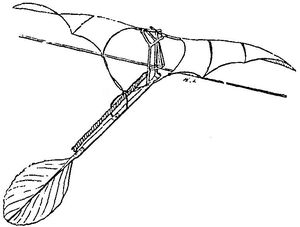
«Ортоптер»

В период примерно с 1870 по 1876 гг. Альфонс Пено в научных целях изготовил несколько моделей летательных аппаратов с резиновым и пружинным двигателем, в частности модель вертолёта с соосными винтами, поднимавшегося на высоту до 15 метров, модель самолёта (названа автором «Планофор», см. далее) и модель махолёта («Ортоптер»).
Одним из изобретений Пено было применение в качестве двигателя для моделей летательных аппаратов закрученной резиновой полосы (до этого применялись двигатели на основе растянутой резины). С использованием такого двигателя Пено изготовил модель самолёта «Планофор», публичный запуск которой был впервые осуществлён 18 августа 1871 года в присутствии представителей французского Воздухоплавательного общества в Саду Тюильри. Модель представляла собой моноплан, выполненный по нормальной аэродинамической схеме, с размахом крыла 450 мм и массой 16 г. Максимальная дальность полёта достигала 40 м. Горизонтальное оперение могло устанавливаться перед запуском модели на нужный экспериментатору угол. При помощи «Планофора» Пено исследовал меры по обеспечению собственной статической устойчивости самолёта. В ходе опытов он установил, что установка горизонтального оперения на угол, меньший чем угол установки крыла, обеспечивает аппарату продольную устойчивость (этот метод придания самолёту продольной устойчивости являлся основным на протяжении всего XX века). Также было подтверждено положительное влияние загиба концов крыла кверху на поперечную устойчивость и наличия вертикального хвостового оперения на курсовую устойчивость.

### Приоритет в открытии принципа продольной устойчивости самолёта
Принцип придания самолёту продольной статической устойчивости с помощью горизонтального оперения, включая установку горизонтального оперения на отрицательный (по отношению к плоскости крыла) угол, был описан Джорджем Кейли в 1852 году. Пено, по мнению некоторых исследователей, повторно открыл это принцип независимо от Кейли. Кроме того, заслуга Пено состоит в теоретическом обосновании этого принципа с применением математики. Позднее Пено предложил способ обеспечения продольной устойчивости самолёта без горизонтального оперения — с помощью S-образного профиля крыла (см. далее).

### Проект самолёта-амфибии

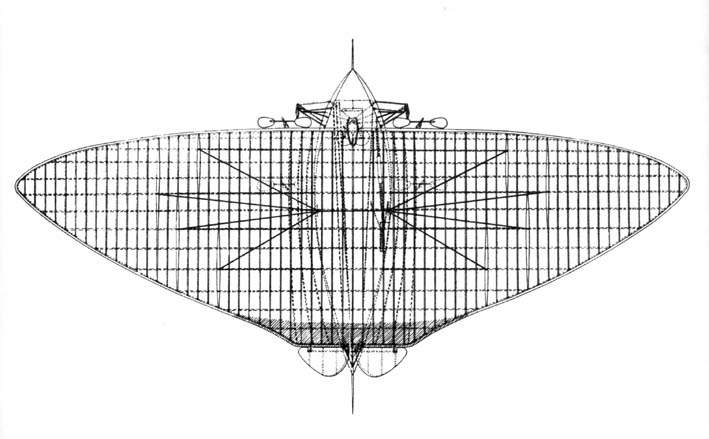
Самолёт Пено и Гошо, вид сверху

В 1876 году Альфонс Пено, совместно с механиком Полем Гошо, получил патент (№ 111.574) на проект пассажирского самолёта-амфибии.
Самолёт представлял собой моноплан-бесхвостку с высокорасположенным крылом. Продольная балансировка самолёта должна была осуществляться за счёт применения S-образного профиля крыла, а управление по тангажу — с помощью руля высоты, расположенного на задней кромке крыла. Для стабилизации и управления самолёта по курсу был предусмотрен киль с рулём направления. Как и в большинстве проектов самолётов, разработанных в XIX веке, средства управления по крену не были предусмотрены вовсе. Авторы проекта полагали, что загиб концов крыла кверху и высокое его расположение обеспечат аппарату достаточную поперечную устойчивость.
Крыло, по проекту, имело металлическую обшивку, участвующую в восприятии нагрузок. Фюзеляж самолёта, содержащий в себе закрытую кабину для экипажа и пассажиров, представлял собой лодку, благодаря чему самолёт должен был иметь возможность садится на воду и взлетать с неё. Для посадки на сушу имелось четырёхстоечное шасси с амортизацией, убираемое в фюзеляж.

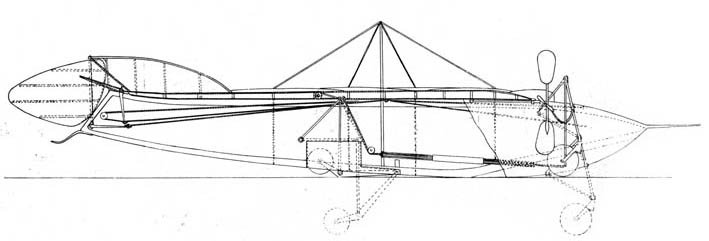
Самолёт Пено и Гошо, вид сбоку

Проектная масса самолёта должна была составлять около 1200 кг.
Силовая установка состояла из паровой машины, размещаемой внутри фюзеляжа, двух четырёхлопастных воздушных винтов, расположенных на передней кромке крыла, шаг которых мог изменяться экипажем в полёте, и трансмиссии. Мощность паровой машины, согласно проекту, должна была составлять 20-30 л. с.
Кроме того, проектом было предусмотрено управление рулями высоты и направления от одной ручки, использование автопилота с электрическими исполнительными механизмами, а также наличие на борту комплекта пилотажных приборов (магнитный компас, барометрический высотомер, указатель скорости полёта и указатель тангажа).
Для постройки спроектированного самолёта (что представляло собой весьма дорогостоящее предприятие) Альфонс Пено обратился за помощью во французское воздухоплавательное общество. Однако, недостаточная мощность двигателя (20-30 л. с. при массе около 1,2 т) вызвала критику проекта, в результате чего Пено было отказано в содействии.
В 1880 году он обратился за помощью в осуществлении проекта к Анри Жиффару. Являясь сторонником летательных аппаратов легче воздуха, Жиффар также отказал Пено в содействии.

### Диаграмма Пено (кривые Пено)
В зарубежной практике диаграмма потребных и располагаемых мощностей, используемая при расчёте лётно-технических характеристик самолёта, иногда называется диаграммой Пено. В СССР примерно до 1950-х годов данная диаграмма также именовалась «кривыми Пено». Однако, в послевоенное время некоторыми отечественными исследователями стало высказываться мнение, что истинным автором данной диаграммы является Н. Е. Жуковский, в связи с чем термин «кривые Пено» вышел из употребления в отечественной практике.

### Смерть
Обстоятельства смерти Альфонса Пено — до конца не известны. Наиболее распространённым является мнение, что он покончил жизнь самоубийством (застрелился из револьвера) в своем доме в Париже. Причинами самоубийства, вероятно, стали: описанная выше неудача с самолётом (перед смертью Пено прислал по почте Жиффару детский гробик, в который положил чертежи своего самолёта), а также стремительно ухудшающееся состояние здоровья (к концу 1870-х гг. Пено уже не мог передвигаться без костылей).. Теодор фон Карман писал, что в конце жизни Пено был парализовал, не мог полноценно работать, был беден и не признан, что и привело его к самоубийству

## Отражение в художественной литературе
По мнению некоторых французских литературоведов, Альфонс Пено является прототипом Робура — героя романов Жюля Верна «Робур Завоеватель» и «Властелин Мира».